# Talaigua Nuevo
Talaigua Nuevo – miasto w Kolumbii, w departamencie Bolívar.